# Паркентсай
Паркентса́й (узб. Parkentsoy, Паркентсой) - гірська річка в Паркентському та Юкоричірчікском (невелика кінцева ділянка) районах Ташкентської області, ліва притока Лівобережного Карасу.
У верхній течії зветься Кумушканса́й (узб. Kumushkonsoy, Кумушконсой - «сай срібного джерела»).

## Загальний опис
Довжина річки складає 40 км, площа водозбору - 198 км. Річка харчується сезонними снігами, дощами, таненням льодовиків. Паркентсай багатоводний з березня по червень, на чию частку припадає 75-80% річного стоку, і, особливо, у квітні, коли витрата води в середньому дорівнює 2,5 м / с. У руслі річки також спостерігаються селеві явища, під час яких фіксувалася витрата води до 108 м3/с (29 квітня 1967 року). Середньорічна витрата води - 0,64 м ³ / с.

## Течія річки

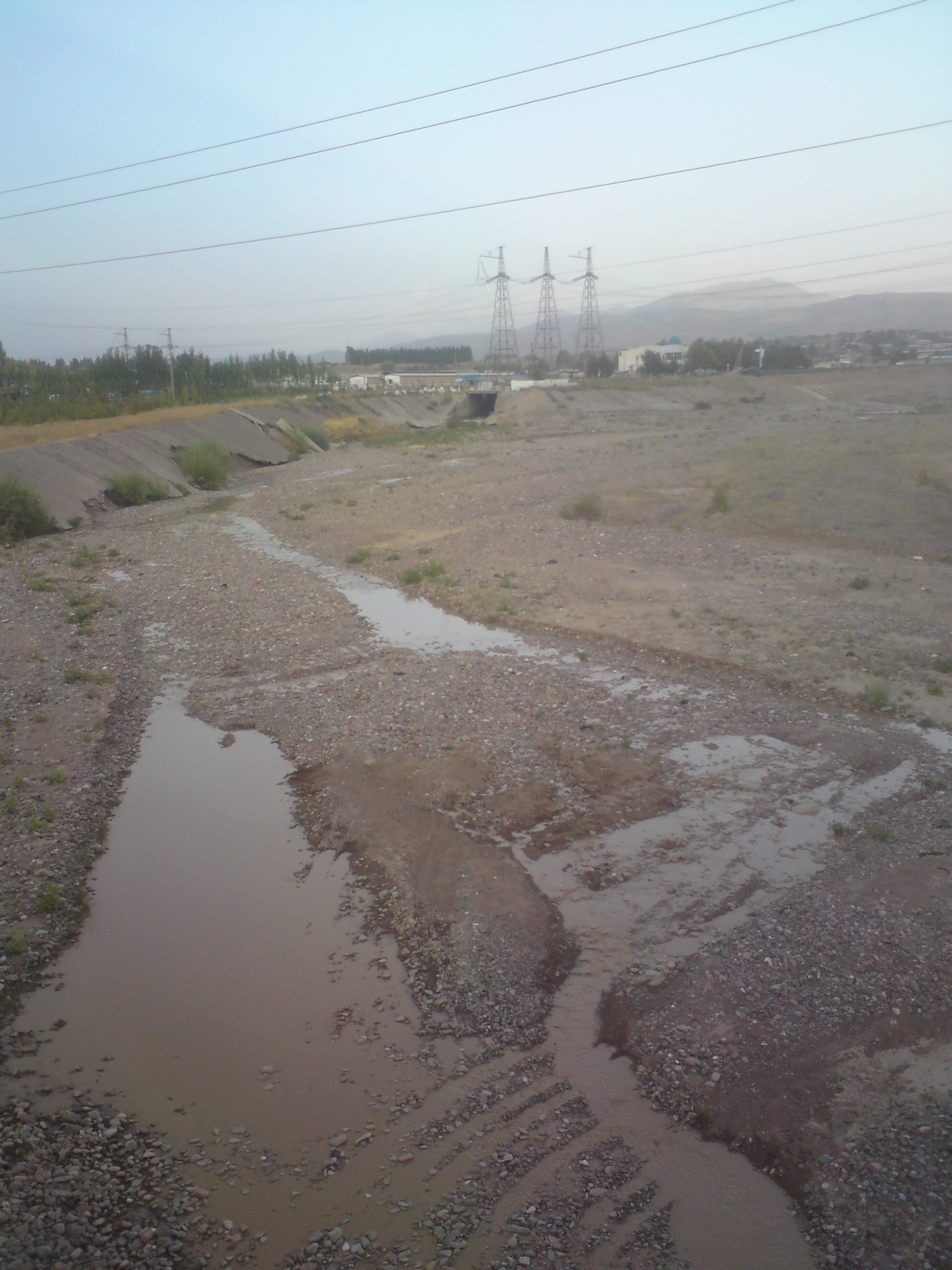
Паркентсай у серпні (маловодді), поблизу міста Паркент

Паркентсай бере початок на Чаткальському хребті, з північно-західного схилу гори Кизилнура. Тече в загальному західному напрямку (спочатку - з помітним ухилом на північ, вище міста Паркент - з невеликим ухилом на південь, за містом - зі слабким ухилом на північ). На його берегах стоять (вниз за течією) селище Кумушкан (з однойменним будинком відпочинку), кишлак Киргиз, селище Чангіхісарак, місто Паркент, населені пункти Гульбаг та Каракалпак.
Перетинається з Паркентським магістральним каналом та каналом Хандам.
У пониззі Паркентсай має ділянку, що пересихає, місцями протікає в яру. На території селища Янгібазар впадає до Лівобережного Карасу.

## Притоки Паркентсая
Загальна довжина приток Паркентсая складає 112 км.
Притоками Паркентсая є річки Заркентсай (ліворуч) та Алтинбельсай (праворуч).
До великих приток входять також Сумчасай (ліворуч), Камдаші (праворуч), Кокаксай (ліворуч), Кизилкісасай (праворуч).